# Ihor Zaytsev
Yhor Zaytsev, né le 11 mai 1989, à Dnipropetrovsk, en Ukraine, est un joueur ukrainien de basket-ball. Il évolue au poste de pivot.